# Flaga Peru
Flaga Peru nawiązuje do legendy, według której generał José de San Martín zobaczył ogromne stada flamingów po przybyciu do Peru w roku 1820. Uznał to za znak opatrzności, dlatego biel i czerwień stały się symbolem legionu walczącego o niepodległość. Biel odzwierciedla pokój, czystość i prawość, a czerwień odwagę i wojnę.
Uchwalona 25 lutego 1825 roku. Proporcje 2:3. Bandera cywilna i flaga narodowa bez herbu.

## Historyczne warianty flagi
| Wygląd | Opis                                                        |
| ------ | ----------------------------------------------------------- |
| Peru   | 14 maja – 21 października 1820                              |
| Peru   | 21 października 1820 – 15 marca 1822                        |
|        | 15 marca 1822 – 31 maja 1822                                |
|        | 31 maja 1822 – 25 lutego 1825                               |
|        | Flaga Konfederacji Peruwiańsko-Boliwarskiej z lat 1836-1839 |
|        | Flaga Republiki Południowego Peru z lat 1836-1839           |